# Юта Тюрингска
Юта Тюрингска (на немски: Jutta von Thüringen, * 1184, † 6 август 1235 в Шлойзинген) е най-възрастната дъщеря на ландграф Херман I от Тюрингия от род Лудовинги и първата му съпруга София фон Зомершенбург, дъщеря на Фридрих II фон Зомершенбург. Тя е полусестра на Хайнрих Распе IV (римско-немски анти-крал).
Юта се омъжва през 1197 г. за маркграф Дитрих I от Майсен (* 1162, † 1221) от род Ветини, маркграф на Майсен през 1198–1221 г. и от 1210 г. маркграф на Лужица.
След смъртта на нейния съпруг Дитрих през 1221 г. Юта получава регентството заедно с полубрат си ландграф Лудвиг IV от Тюрингия за петгодишния си син Хайнрих III в Майсен. Юта се омъжва през 1223 г. за граф Попо VII фон Хенеберг († 1245).
Юта Тюрингска умира на 6 август 1235 г. в Шлойзинген.

## Деца
Юта има с Дитрих децата:
- Хедвиг фон Майсен II (* ок. 1210; † пр. 2 февруари 1229), ∞ граф Детрих IV от Клеве (* 1185; † 1260)
- Ото фон Майсен († 9 август пр. 1215)
- София фон Майсен († 17 март 1280), ∞ граф Хайнрих III фон Хенеберг-Шлоьзинген († 1262)
- Юта фон Майсен († 11 януари 12??)
- Конрад фон Майсен († сл. 1220)
- Хайнрих III Светлейший (* 1218; † 1288), маркграф

Деца с Попо VII фон Хенеберг:
- Херман I фон Хенеберг (* 1224; † 18 декември 1290), граф на Хенеберг, женен ок. 1249 г. за Маргарета от Холандия (1234 – 1277), дъщеря на граф Флорис IV от Холандия и Матилда от Брабант, II. на 25 февруари 1283 г. за Катарина фон Хесберг
- Кунигунда фон Хенеберг († 1257), омъжена за Албрехт I фон Хоенлое († 1269)
- Бертхолд I фон Хенеберг (IV) († 29 септември 1312), епископ на Вюрцбург (1267 – 1274) и Майнц (1307 – 1312)
- Маргарета фон Хенеберг († сл. 26 август 1271), омъжена на 26 август 1271 г. за граф Конрад I фон Вилдберг († сл. 26 август 1271)
- Ото фон Хенеберг († сл. 1257)
- дъщеря, омъжена за херцог Конрад I фон Тек († 1244/1249)